# Proasellus spinipes
Proasellus spinipes är en kräftdjursart som beskrevs av Odette Afonso 1979. Proasellus spinipes ingår i släktet Proasellus och familjen sötvattensgråsuggor. Inga underarter finns listade i Catalogue of Life.